# Idioma sulka
El sulka es una lengua aislada hablada en un área dispersa en el extremo oriental de la isla de Nueva Bretaña en Papúa Nueva Guinea, tiene cerca de 3000 hablantes.
El sulka está muy mal documentado, existe cierta evidencia de que podría estar relacionado con el kol o tal vez las lenguas baining-taulil.